# ルシアーノ・シケイラ・デ・オリヴェイラ
ルシアーノ（Luciano）ことルシアーノ・シケイラ・デ・オリヴェイラ（Luciano Siqueira de Oliveira、1975年12月3日 - ） はブラジル、リオデジャネイロ市出身のサッカー選手。ポジションはFW（ウイング）。

## 経歴
1997-98シーズンにパルメイラスでプロデビューすると、わずか半年後にはイタリアに渡りボローニャFCと契約。2000年夏には当時セリエBにACキエーヴォ・ヴェローナにレンタル移籍し、セリエA昇格に貢献した。シーズン終了後も共同保有で引き続きキエーヴォに残り、「ミラクル・キエーヴォ」と呼ばれたチームの上位進出に貢献したが、後述の身元詐称を公にして処分を受けた。
2003年7月、インテルへレンタル移籍。しかし、出場はわずか5試合に終わり、シーズン終了後にキエーヴォに復帰した。

## 身元詐称
以前はエリベルト（Eriberto）ことエリベルト・コンセイソン・ダ・シウヴァ（Eriberto Conceição da Silva、1979年1月21日 - ）を名乗ってプレーし、1999年にはブラジルU-20代表として南米ユース選手権にも出場していたが、2002年にエリベルト名義の偽のパスポートを持っていたことを公に。6ヶ月の出場停止および14万5000ドルの罰金処分を受けた。パルメイラスのユースチームに加入するには歳をとりすぎていたために、隣人の身元を詐称したのである。